# Kintų girininkijos pažintinės rekreacijos takas
Kintų girininkijos pažintinės rekreacijos takas, česky lze přeložit jako Lesnická poznávací rekreační stezka Kintai, je krátká značená naučná stezka západně od mokřadu Mulžės pelkė na pobřeží Kuršského zálivu Baltského moře v regionálním parku Nemuno deltos regioninis parkas v Litvě. Nachází se východně od vesnic Muižė, Suvernai a Stankiškiai v seniorátu Kintai (Kintai seniūnija) v okrese Šilutė v pobřežním pásu nížin Pajūrio žemuma v Klaipėdském kraji.

## Další informace
Nenáročná naučná stezka délky 2,3 km s minimálním převýšením, vede lesy a kolem mokřadu Mulžės pelkė. Je vhodná pro pěší turistiku i polní cyklistiku. Dvě dřevěné nezastřešené rozhledny/ptačí pozorovatelny, které se nacházejí ve střední části stezky, nabízejí výhledy na rozlehlou vodní plochu Kuršského zálivu a Kurškou kosu. Krajinu stezky také tvořily ledovce v době ledové. Stezka, která je celoročně volně přístupná, je součástí Evropské dálkové trasy E9.

## Galerie

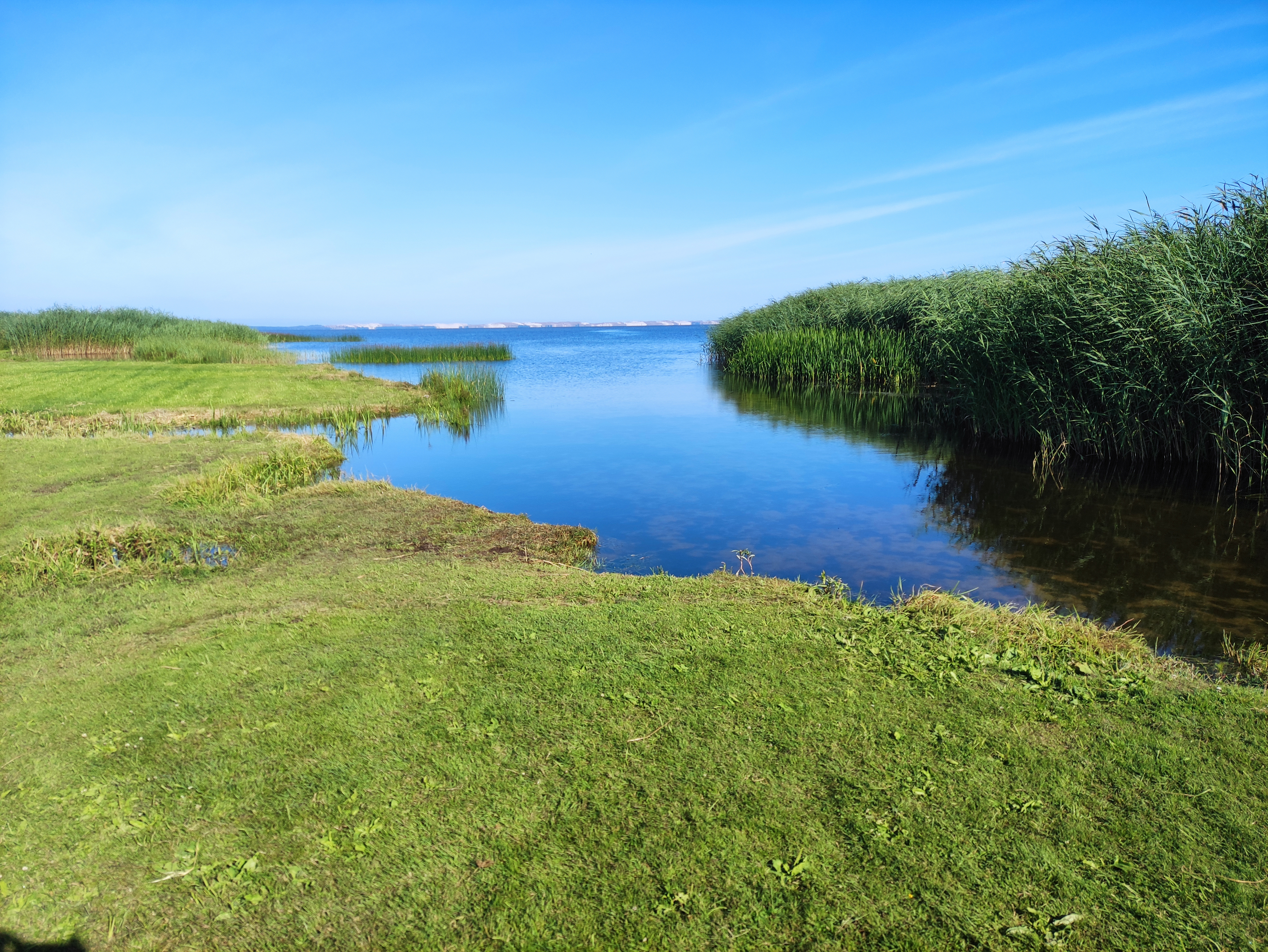
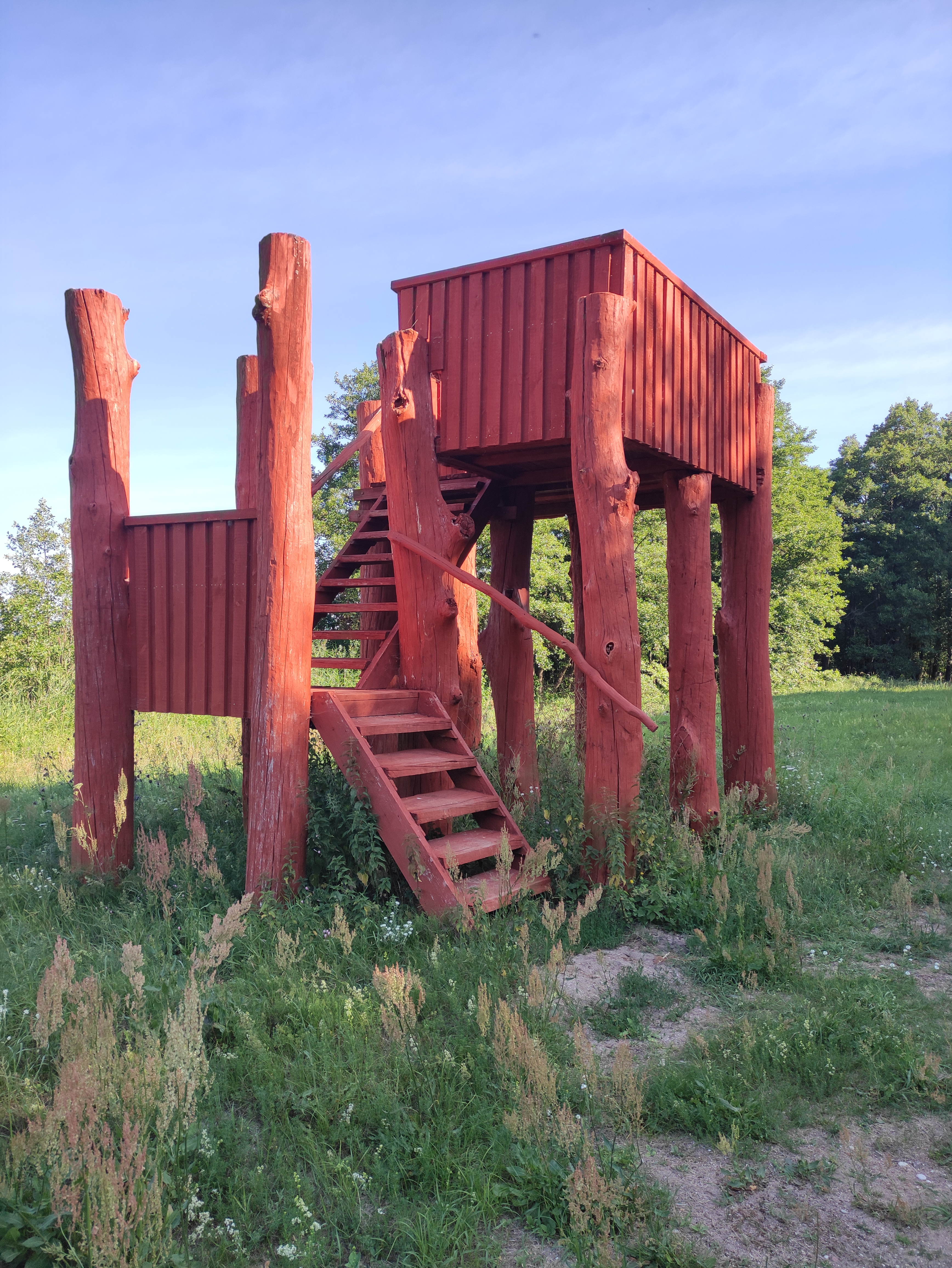
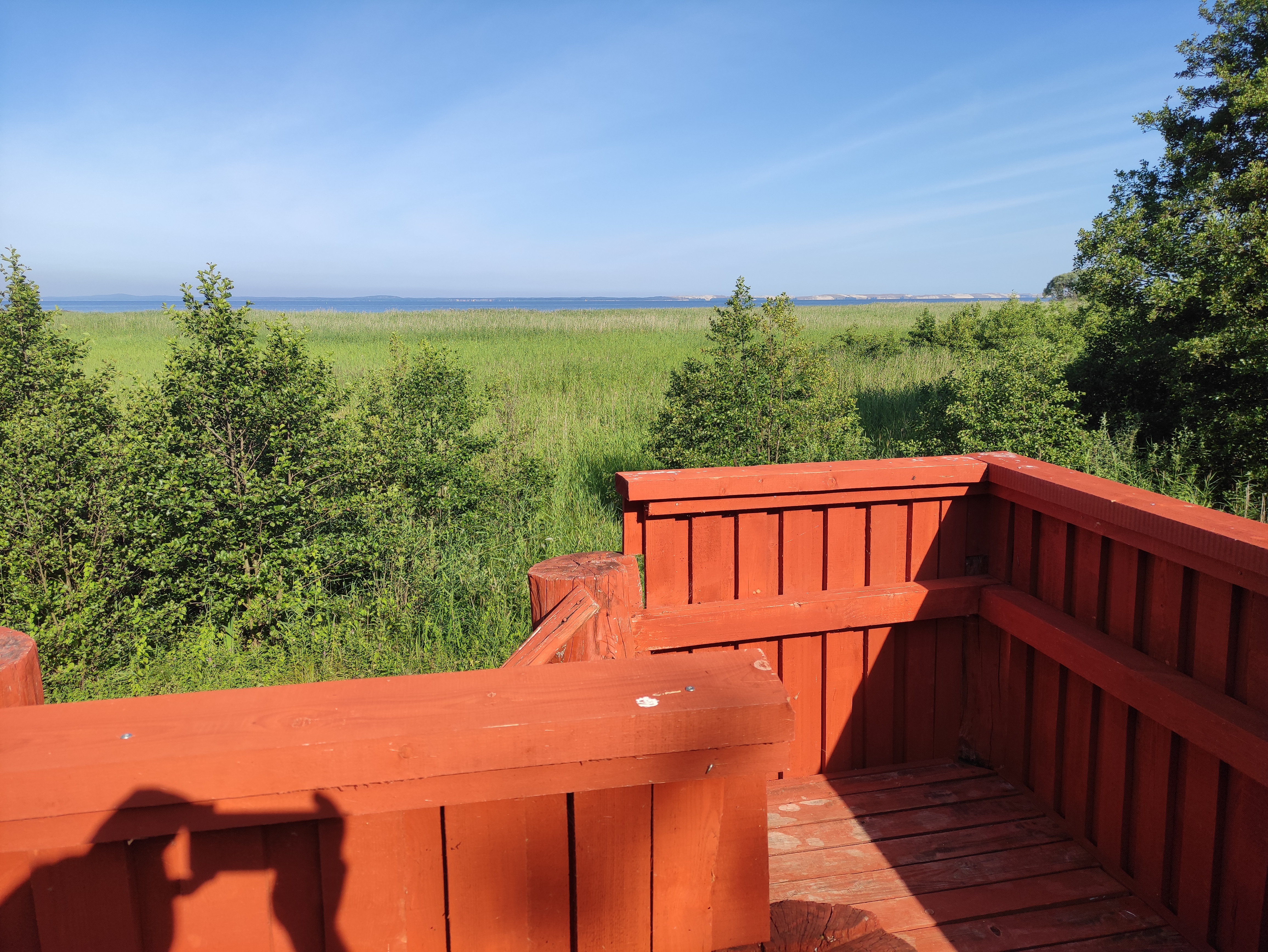
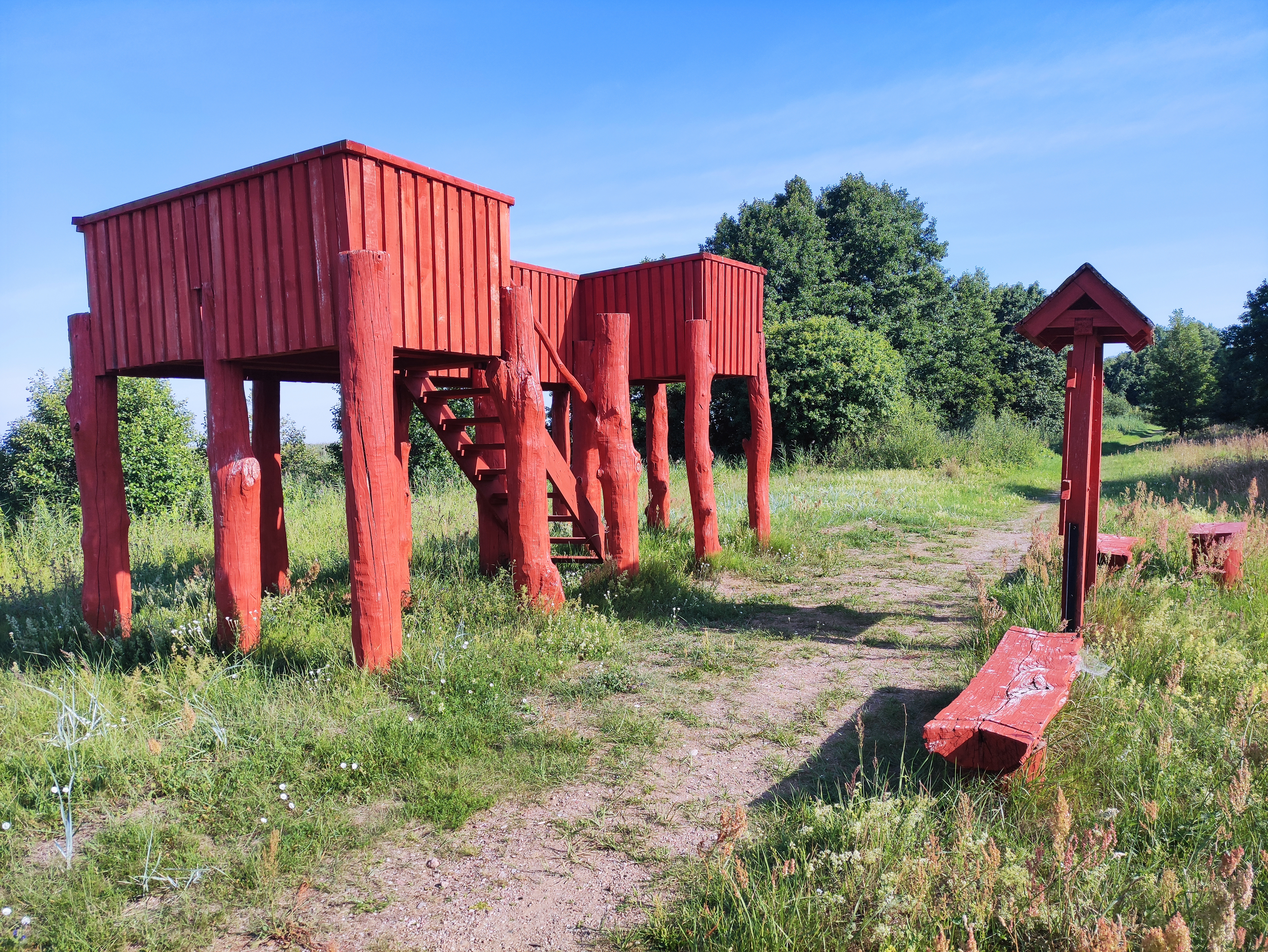
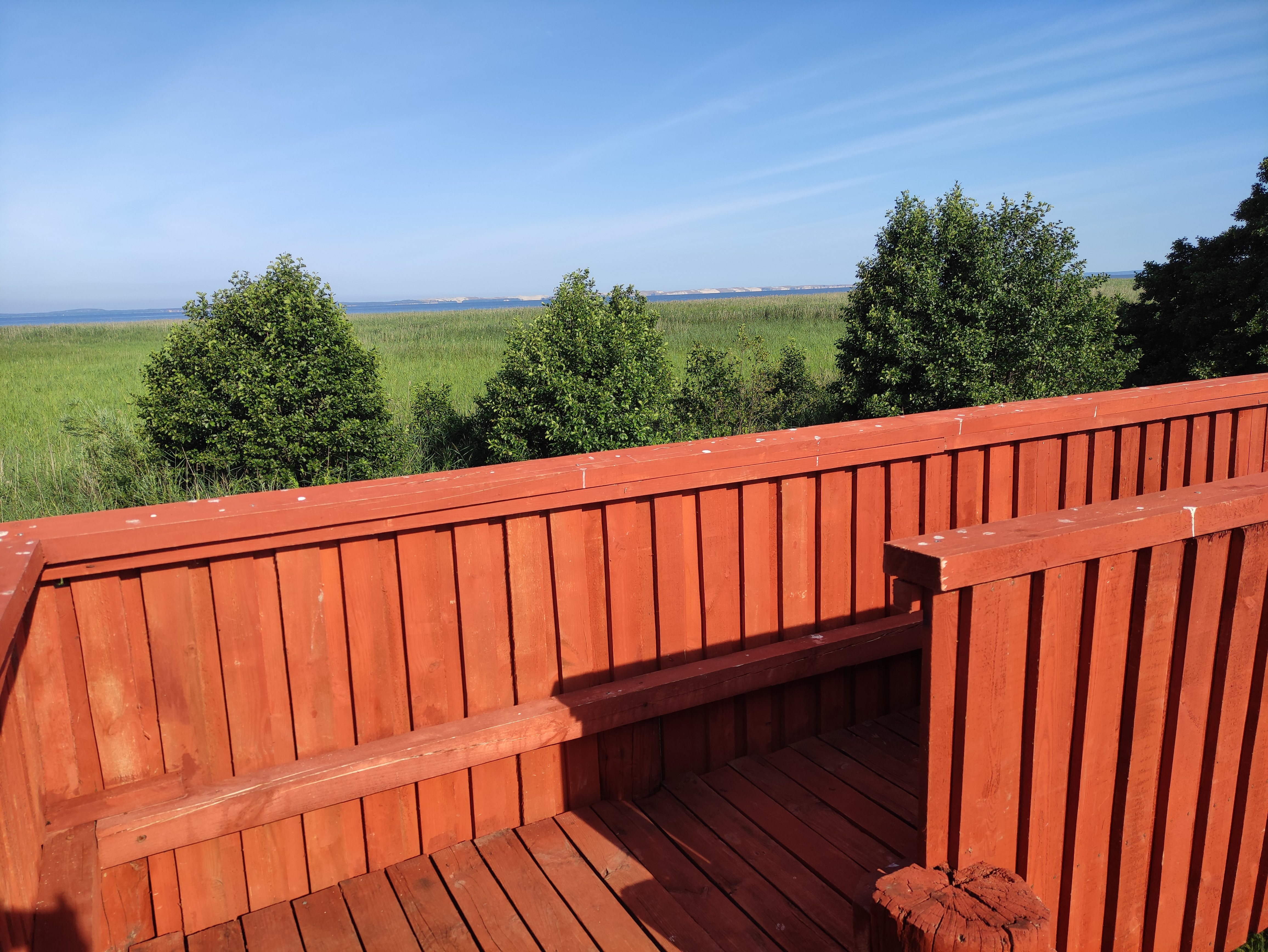
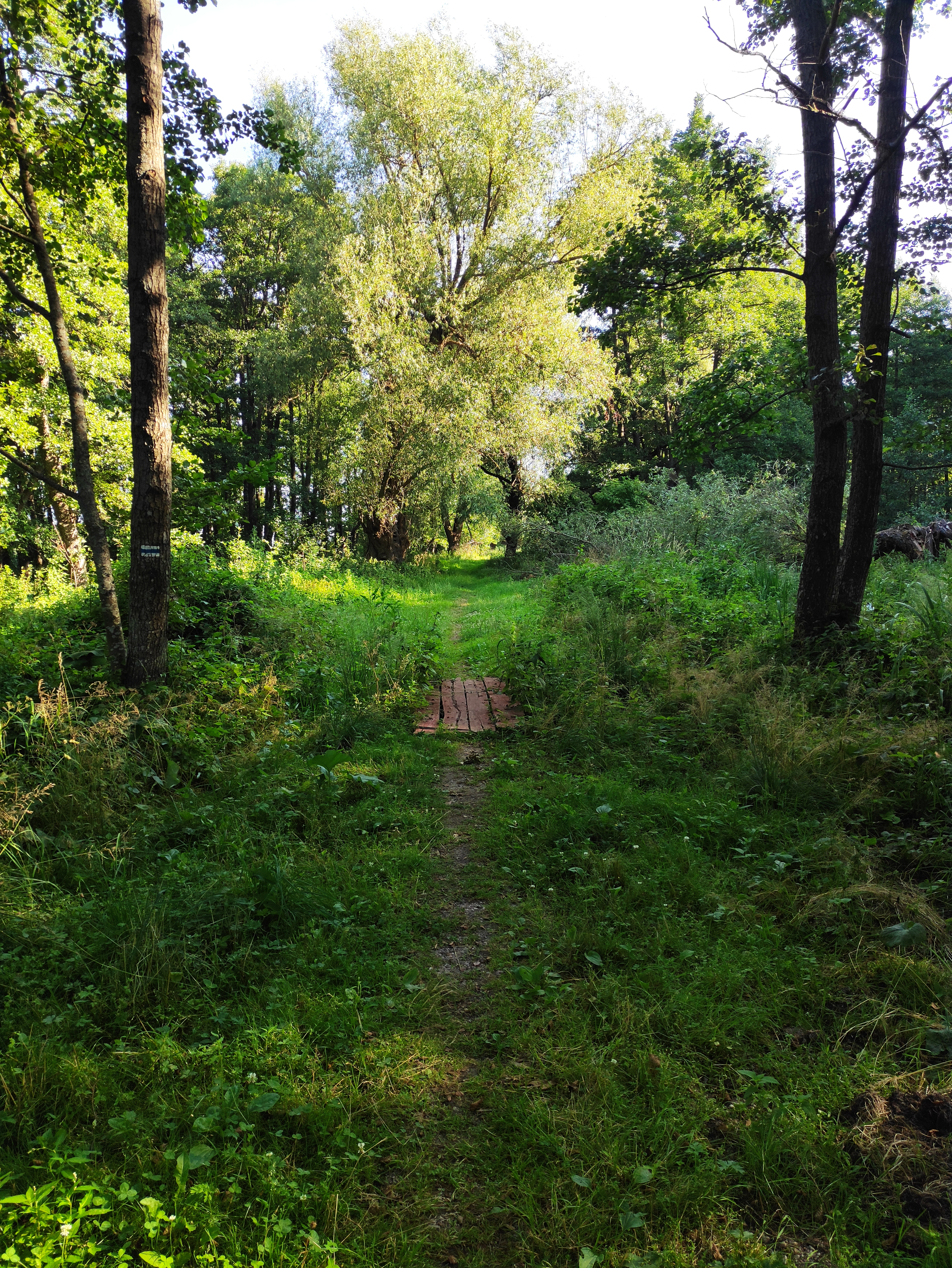
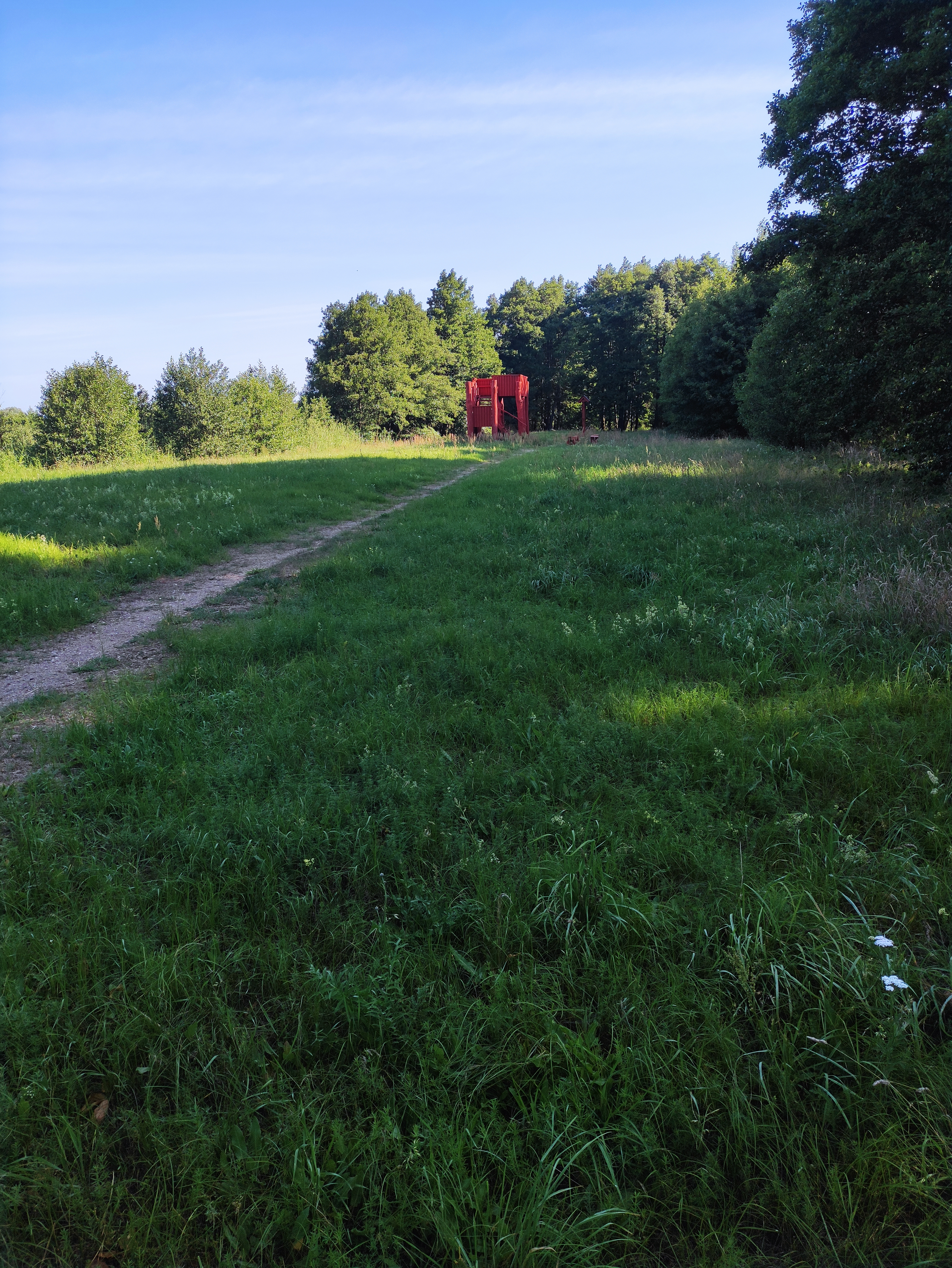